# Out (curta)
Out (Brasil: Segredos Mágicos / Portugal: Sair) é um curta-metragem de animação americano de 2020 dirigido e escrito por Steven Hunter, produzido pela Pixar Animation Studios e distribuído pela Walt Disney Studios Motion Pictures. A trama mostra um jovem gay que ainda não se assumiu para seus pais, que inesperadamente tem sua mente trocada magicamente pela de seu cachorro. O sétimo curta da série SparkShorts, é o primeiro curta-metragem da Disney e da Pixar a apresentar um personagem gay principal e um enredo, incluindo um beijo do mesmo sexo na tela. O curta foi lançado no Disney+ em 22 de maio de 2020.

## Enredo
Um gato e um cachorro mágicos aparecem do lado de fora da casa de Greg, enquanto ele e seu namorado Manuel estão arrumando seus pertences para se mudarem. O gato lança um feitiço na coleira do cachorro de Greg, Jim. Lá dentro, relembrando uma foto deles juntos, Manuel incentiva Greg a procurar seus pais, que inesperadamente aparecem para ajudar. Greg esconde a foto às pressas e Manuel sai silenciosamente pela porta dos fundos. Segurando a coleira de Jim, Greg casualmente deseja em voz alta que ele seja um cachorro, e as mentes de Greg e Jim trocam magicamente os corpos. "Greg" corre para brincar no quintal, onde seu pai está acendendo a churrasqueira. "Jim" tenta alcançá-lo, enquanto também tenta freneticamente impedir que sua mãe, ansiosa e útil, encontre a foto.
Frustrada pelo mau comportamento do cachorro, ela se senta e fala em voz alta da tristeza que é ter seu filho se afastando, enquanto "Jim" ouve. Imaginando uma conversa com Greg, ela espera que ele encontre alguém que o ame e que essa pessoa, referida como "ele", faça-o feliz. "Jim" de repente percebe que ela não só já sabia que ele é gay, mas também o aceita. Ele a conforta brevemente, depois persegue "Greg" e muda com sucesso suas mentes de volta. Naquela noite, Greg apresenta Manuel a seus pais; O pai de Greg abraça espontaneamente Manuel. O gato e o cão mágicos veem sua missão cumprida e saltam em um arco-íris.

## Elenco
- Caleb Cabrera como Manuel
- Matthew Martin como Gigi o Gato
- Kyle McDaniel como Greg
- Bernadette Sullivan como Mãe

## Desenvolvimento
Out é o sétimo filme do programa "SparkShorts" da Pixar. Foi dirigido e escrito por Steven Clay Hunter, conhecido por animar cenas em Finding Nemo e WALL-E, e produzido por Max Sachar, conhecido por seu trabalho em Coco e Toy Story 3.

## Música
Jake Monaco foi o responsável pelas músicas de Out. A trilha sonora foi lançada em 3 de julho de 2020 e é composta pelas faixas "Burying the Bone", "OUT" e "Pink & Purple", totalizando aproximadamente 9 minutos de duração .

## Lançamento
Out foi lançado no Disney+ em 22 de maio de 2020.